# Lissonota camptoneura
Lissonota camptoneura là một loài tò vò trong họ Ichneumonidae.